# Tržna vrednost
Tržna vrednost je cena, po kateri bi se sredstvo prodajalo na konkurenčni dražbi. Tržna vrednost se pogosto uporablja zamenljivo z vrednostjo na prostem trgu, pošteno vrednostjo ali pošteno tržno vrednostjo, čeprav so ti izrazi v različnih standardih različno opredeljeni in se v nekaterih okoliščinah razlikujejo.